# Ana Mafalda Leite
Ana Mafalda de Morais Leite, também abreviamente conhecida por Ana Mafalda Leite (nascida a 23 de Agosto de 1956 em Aveiro, Portugal,) é uma poeta e investigadora científica portuguesa na área de Literaturas Africanas de Língua Portuguesa.

## Vida
Ana Mafalda Leite nasceu a 23 de Agosto de 1956 em Aveiro. Um ano depois do seu nascimento, ela e a sua família mudaram-se para Moatize (Província de Tete) em Moçambique, onde cresceu e passou a infância. Fez os dois primeiros anos de ensino universitário já na Universidade Eduardo Mondlane, após a independência do país. Com vinte anos, em 1976, foi para Lisboa continuar os estudos na Faculdade de Letras da Universidade de Lisboa, onde se licenciou em Filologia Românica em 1978. No mesmo ano começou a trabalhar como Assistente nessa Faculdade, e aí fez em 1984 um Mestrado em Literaturas Brasileira e Africanas de Língua Portuguesa, tendo realizado uma tese sobre a obra do poeta moçambicano José Craveirinha. No mesmo ano, 1984, Ana Mafalda Leite inicia o seu percurso poético com a publicação do livro Em Sombra Acesa. A par da vida académica, com um doutoramento em 1989, e a agregação em 1999, igualmente realizados na Faculdade de Letras da Universidade de Lisboa, publicou diversos livros de poesia, como Canções de Alba, Mariscando Luas, Rosas da China.
É investigadora do CESA (Centro de Estudos sobre África) do Instituto Superior de Economia e Gestão. Pensadora e escritora de fronteira (entre Portugal e Moçambique, a prosa e o verso, o ensaio e a poesia, a escrita e a oralidade, a modernidade e a tradição, a pesquisa e a experiência), Ana Mafalda Leite é uma poeta e ensaísta que contribui com um pensamento crítico a respeito das geografias culturais, sociais e políticas herdadas do mundo colonial e sua reconfiguração na pós-colonialidade. Seus numerosos e prestigiados escritos, que transitam entre poemas, artigos, ensaios e resenhas destacam-se pelo tensionamento das ideias de identidade, pertencimento e fronteira. Segundo declarações da autora verifica-se sempre uma articulação indirecta e simultaneamente intencional entre a sua investigação na área da literatura moçambicana e na área da criação poética. Estudar a literatura moçambicana, no quadro das literaturas africanas, foi também uma forma da autora pensar e articular as suas origens e formação em Moçambique, de conhecimento e desvendamento do país de infância e juventude. 
Na sua poesia, em livros como Passaporte do Coração, Outras Fronteiras e Janela para o Índico, Ana Mafalda Leite entre outros temas como a relação da poesia com a pintura e com a música, reflecte sobre conceitos de identidade, pertencimento e partilha culturais, numa constante viagem interior do sujeito. Abrindo-se a uma intertextualidade múltipla, oriunda da poesia oriental, da lírica portuguesa, da poesia moçambicana e africana, a sua escrita reconfigura de forma única e original múltiplas origens citacionais.
É co-autora e organizadora de um dos primeiros livros sobre a história das literaturas africanas de língua portuguesa em língua inglesa: The Postcolonial Literature of Lusophone Africa (1990). O seu percurso inclui várias obras (que têm sido reeditadas pelo seu interesse) que problematizam as literaturas africanas nas suas vertentes teórico-críticas, nomeadamente a problematização de géneros (A Modalização Épica nas Literaturas Africanas), a relação entre oralidade e escrita (Oralidades&Escritas nas Literaturas Africanas), a integração na área dos estudos pós-coloniais (Literaturas Africanas e Formulações Pós-Coloniais) sempre com uma especial atenção para a literatura moçambicana, refira-se em especial a obra Cenografias Pós-Coloniais e Estudos sobre Literatura Moçambicana (2018). Devido à importância da sua atividade crítica e ensaística, e de divulgação das literaturas africanas de língua portuguesa, Ana Mafalda Leite foi professora convidada visitante em várias Universidades, com destaque para a Universidade Eduardo Mondlane, em Maputo, em Cabo Verde, no então Instituto Superior Pedagógico, nos Estados Unidos na Brown University e UMAss (Amherst/Darthmouth), no Rio de Janeiro, (UFRJ), São Paulo (USP), Brasília ((UnB), e em Paris (Sorbonne Nouvelle).</ref>

## Obras

### Ensaios[5]
2019 - Ensaios Teóricos & Estudos sobre Literatura Moçambicana, Maputo, Alcance Editores.
2018 - Cenografias Pós-Coloniais & Estudos sobre Literatura Moçambicana, Lisboa, Colibri.
2014 - Literaturas Africanas e Formulações Pós-Coloniais, Lisboa: Colibri.(2d edition)
2014 - Oralidades&Escritas nas Literaturas Africanas de Língua Portuguesa, Lisboa: Colibri. (2d edition)
2013 - Estudos sobre Literaturas Africanas, Maputo:Alcance Editores.
2012 - Oralidades & Escritas Pós-Coloniais, Rio de Janeiro: Eduerj. 
2004 - Literaturas Africanas e Formulações Pós-Coloniais, Maputo: Imprensa Universitária UEM.
2003 - Literaturas Africanas e Formulações Pós-Coloniais, Lisboa: Colibri.
1998 - Oralidades&Escritas nas Literaturas Africanas de Língua Portuguesa, Lisboa: Colibri.
1995 - Modalização Épica nas Literaturas Africanas, Lisboa: Vega.
1991 - A Poética de José Craveirinha, Lisboa: Vega.

### Poesia[5]
2021 - A Estranheza Fora da Página. Co-autoria com Hirondina Joshua. Edições Húmus. Colecção 12Catorze (Poesia). 
2020 - Janela para o Índico, Poesia Incompleta (1984-2019), Lisboa: Rosa de Porcelana.
2019 - Outras Fronteiras, Maputo: Cavalo do Mar.
2017 - Outras Fronteiras: Fragmentos de Narrativas, São Paulo: Kapulana.
2010 - O Amor essa forma de desconhecimento, Maputo:Alcance Editores.
2010 - Antologia Livro das Encantações e Outros Poemas (1984-2010), Maputo: Alcance Editores.
2005 - Livro das Encantações, Lisboa: Caminho.
2002 - Passaporte do Coração, Lisboa: Quetzal.
1999 - Rosas da China, Lisboa: Quetzal.
1992 - Mariscando Luas, Lisboa: Vega. (Em colaboração com Roberto Chichorro e Luís Carlos Patraquim).
1989 - Canções de Alba, Lisboa: Vega. (Menção Honrosa Eça de Queiroz, 1990).
1984 - Em Sombra Acesa, Lisboa: Vega.

## Prémios
- Femina, 2015 [7]

- Afrolic, 2019 [7]

## Co-autoria
2020 - Voices, Languages, Discourses: Interpreting The Present and the Memory of Nation in Cape Verde, Guinea-Bissau and São Tomé and Príncipe. (Eds. Leite, Ana Mafalda, Jessica Falconi, Kamila Krakowska,Sheila Khan; Carmen Tindó Secco) Oxford, Bern, Berlin, Bruxelles, Frankfurt am Main, New York: PeterLang. (Translated by Suzan Bozkurt)
2019 - Postcolonial Nation and Narrative III: Literature & Cinema: Cape Verde, Guinea-Bissau and São Tomé e Príncipe. (Eds. Ana Mafalda Leite, Hilary Owen, Ellen Sapega and Carmen Tindó Secco). 
Oxford, Bern, Berlin,Bruxelles, Frankfurt am Main, New York: Peter Lang.(Translated by Patricia Anne Obder).
2019 - Cinegrafias Moçambicanas - Memórias & Crónicas & Ensaios (Eds. Secco, Carmen Tindó, Ana Mafalda Leite e Luís Carlos Patraquim). São Paulo: Editora Kapulana.
2019 - Seis Reflexões em Torno do Cânone Moçambicano (Orgs. Ana Mafalda Leite, Sara Jona Laisse, Vanessa Riambau Pinheiro). Maputo: Alcance Editores.
2018 - Cânone(s) & Invisibilidades Literárias em Angola e Moçambique (Orgs Vanessa Riambau Pinheiro e Ana e Ana Mafalda Leite). Editora UFPB: Universidade Federal da Paraíba. 
2018 - Nação e Narrativa Pós¬ Colonial IV – Literatura & Cinema – Cabo Verde, Guiné-Bissau e São Tomé e Príncipe – Entrevistas (Eds. Leite, Ana Mafalda e Jessica Falconi, Kamila Krakowska, Sheila Khan; Carmen Lúcia Tindó Secco). Lisboa: Edições Colibri, 2018.
2018 - Nação e Narrativa Pós¬ Colonial III – Literatura & Cinema – Cabo Verde, Guiné-Bissau e São Tomé e Príncipe – Ensaios (Eds Leite, Ana Mafalda e  Ellen Sapega, Hilary Owen, Carmen  LúciaTindó 
Secco ).Lisboa: Colibri, 2018.
2014 – Narrating the Postcolonial Nation - Mapping Angola and Mozambique (Eds. Leite, Ana Mafalda / Owen, Hilary / Chaves, Rita / Apa, Livia). Oxford, Bern, Berlin, Bruxelles, Frankfurt am Main, New York: Peter Lang. (Translated by Luis R. Mitras). 
2014 - Speaking the Postcolonial Nation - Interviews with Writers from Angola and Mozambique. (Eds. Leite, Ana Mafalda / Khan, Sheila / Falconi, Jessica / Krakowska, Kamila). Oxford, Bern, Berlin, Bruxelles, Frankfurt am Main, New York: Peter Lang. (Translated by Luis R. Mitras).
2012 - Nação e Narrativa Pós-Colonial - Entrevistas a Escritores Angolanos e Moçambicanos (Eds. Leite, Ana Mafalda e Sheila Khan, Jessica Falconi, Kamila Krakowska) Lisboa, Colibri. 
2012 - Nação e Narrativa Pós-Colonial: Angola e Moçambique - Ensaios (Eds. Leite, Ana Mafalda e Hilary Owen, Rita Chaves, Livia Apa). Lisboa: Colibri 
2009 - Jogos do Prazer, Virgílio de Lemos e Heterónimos: Bruno dos Reis, Duarte Galvão e Lee-Li Yang (Ed. Leite, Ana Mafalda), Lisboa, INCM.
1996 - The Postcolonial Literature of Lusophone Africa (Eds. Chabal, Patrick e Ana Mafalda Leite, Caroline Shaw, David Brookshaw e Moema Augel), London: Hurst.